# Přítkov
Přítkov je vesnice, část obce Proboštov v okrese Teplice, kraj Ústecký. Leží v Mostecké pánvi na úpatí Krušných hor zhruba 1,5 km severně od Proboštova, respektive 4 km severně od Teplic, a má charakter převážně obytný o počtu cca 70 domů.

## Historie
První stopy osídlení v tomto regionu pocházely z období přechodu pozdní doby kamenné k době bronzové v letech 2200 až 1900 př. n. l. Nejstarší písemné zmínka o obci pochází z roku 1165 v listině, kterou královně Judita, druhá manželka knížete Vladislava II. věnovala Proboštov benediktinskému klášteru v Teplicích.
Přítkov byl již od 13. století součástí krupského panství. Jeho německý název Judendorf je doložen v roce 1465, v roce 1512 pak jako Przitkov. Od druhé poloviny 15. století se stal součástí panství teplického a víceméně sdílel osudy Proboštova. V letech 1870–1902 byl součástí obce novosedlické, od roku 1903 začal znovu samostatně existovat. Průmyslový převrat ve druhé polovině 19. století nezpůsobil takový růst obyvatel jako v Proboštově. Obyvatelstvo zde bylo převážně německé, proto byla obec silně zasažena odsunem Němců po druhé světové válce.
Současný Proboštov, s nímž je správně spojen i Přítkov, má rozlohu 373 ha (Proboštov 258 ha, Přítkov 115 ha) a počet obyvatel se pohybuje okolo 230.

## Obyvatelstvo
|                                                                    | 1869 | 1880 | 1890 | 1900 | 1910 | 1921 | 1930 | 1950 | 1961 | 1970 | 1980 | 1991 | 2001 | 2011 |
| ------------------------------------------------------------------ | ---- | ---- | ---- | ---- | ---- | ---- | ---- | ---- | ---- | ---- | ---- | ---- | ---- | ---- |
| Obyvatelé                                                          | 146  | 239  | 205  | 381  | 428  | 415  | 401  | 212  | 197  | 187  | 158  | 142  | 161  | 215  |
| Domy                                                               | 20   | 25   | 27   | 36   | 40   | 42   | 43   | 51   | .    | 38   | 36   | 37   | 45   | 73   |
| Počet domů z roku 1961 je zahrnut v domech místní části Proboštov. |      |      |      |      |      |      |      |      |      |      |      |      |      |      |

## Zajímavosti
Mezi zajímavosti patří nedaleké zasypané důlní šachty na okraji Proboštova (po těžbě kaolínu nebo cínu?), kaliště na kraji Přítkova jako pozůstatek po těžbě nízkoprocentního fluoritového písku, místní spolek Ranč Severní hvězda a místní Obecní knihovna.

## Další fotografie

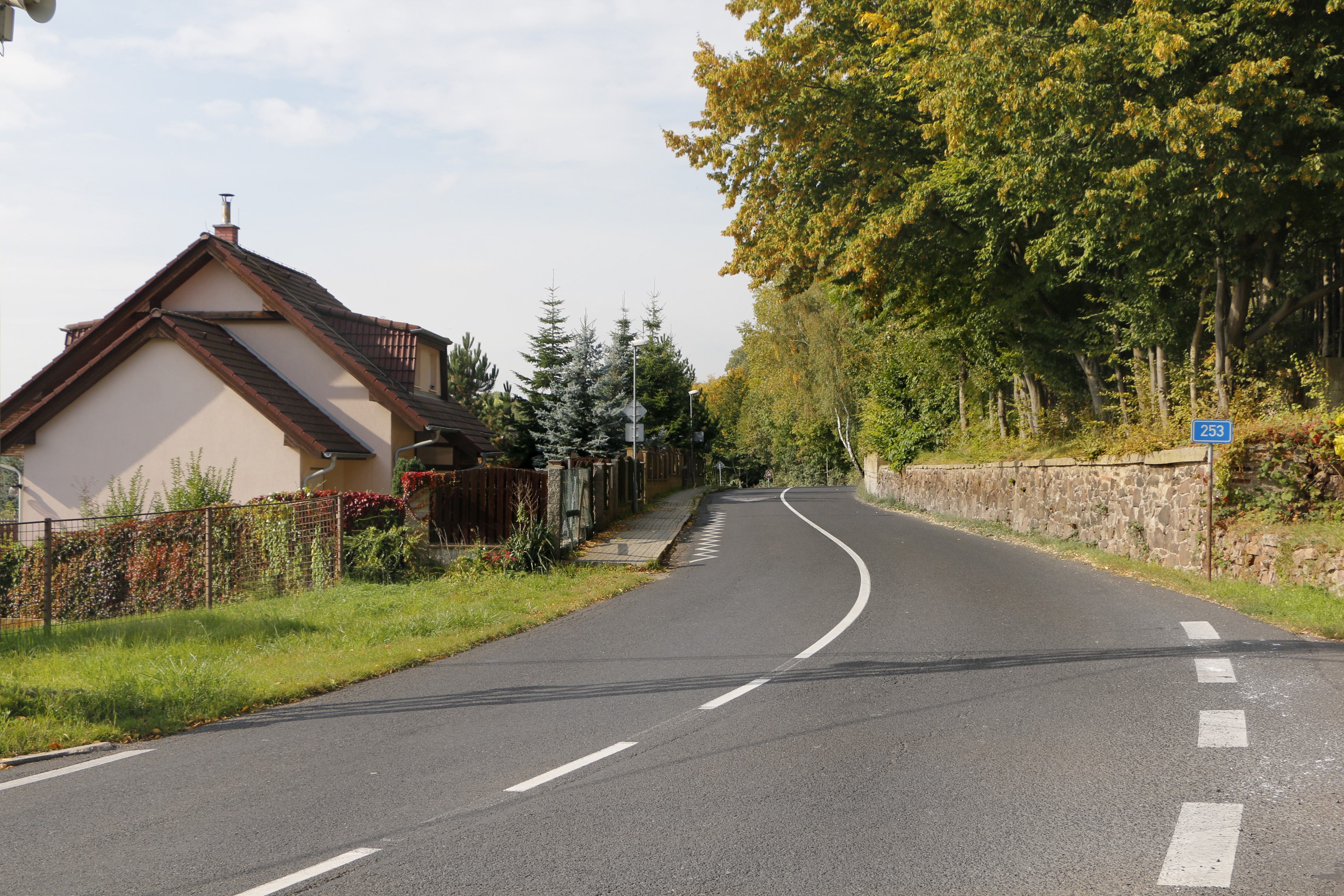
Silnice II. třídy 253
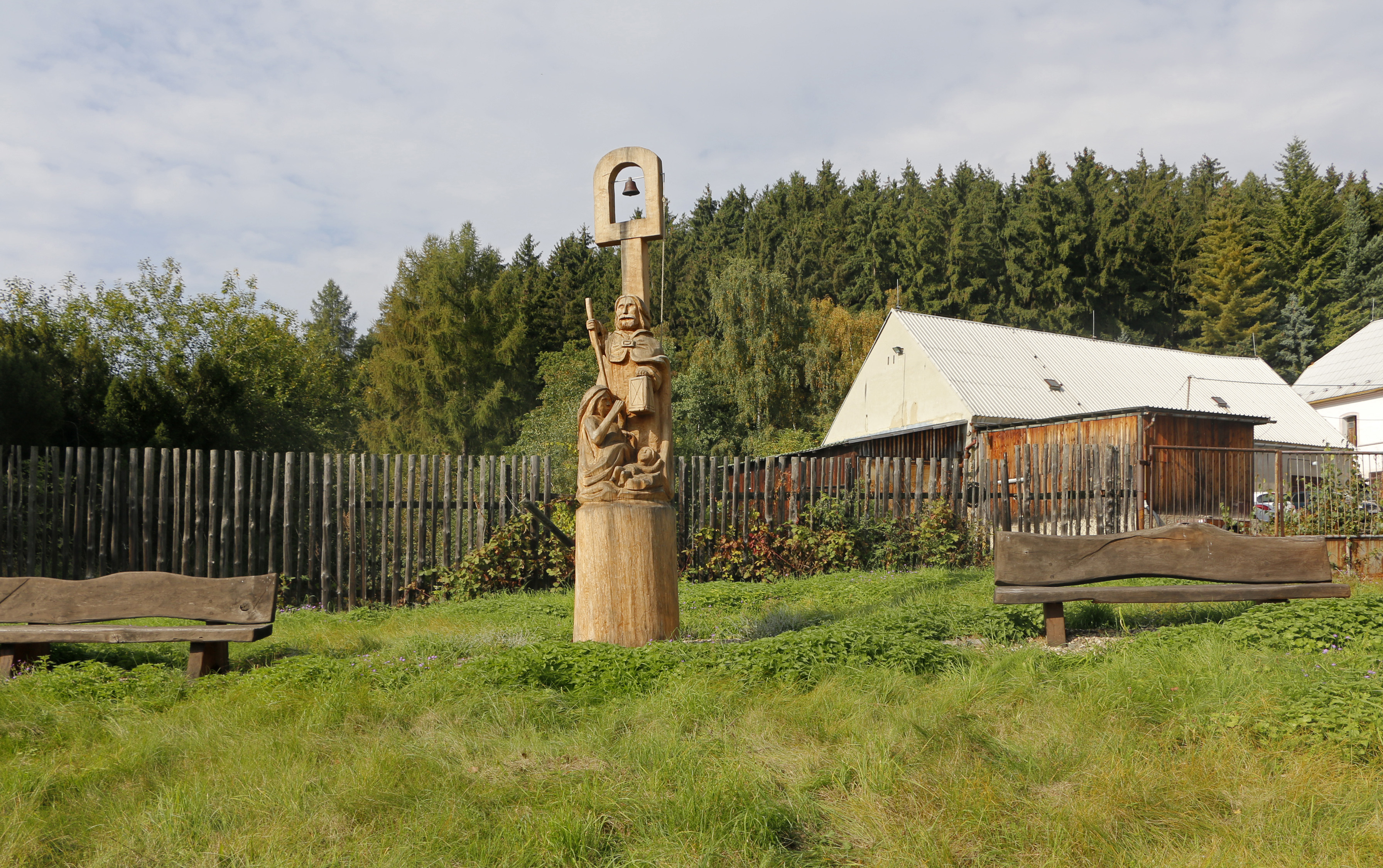
Nová zvonice
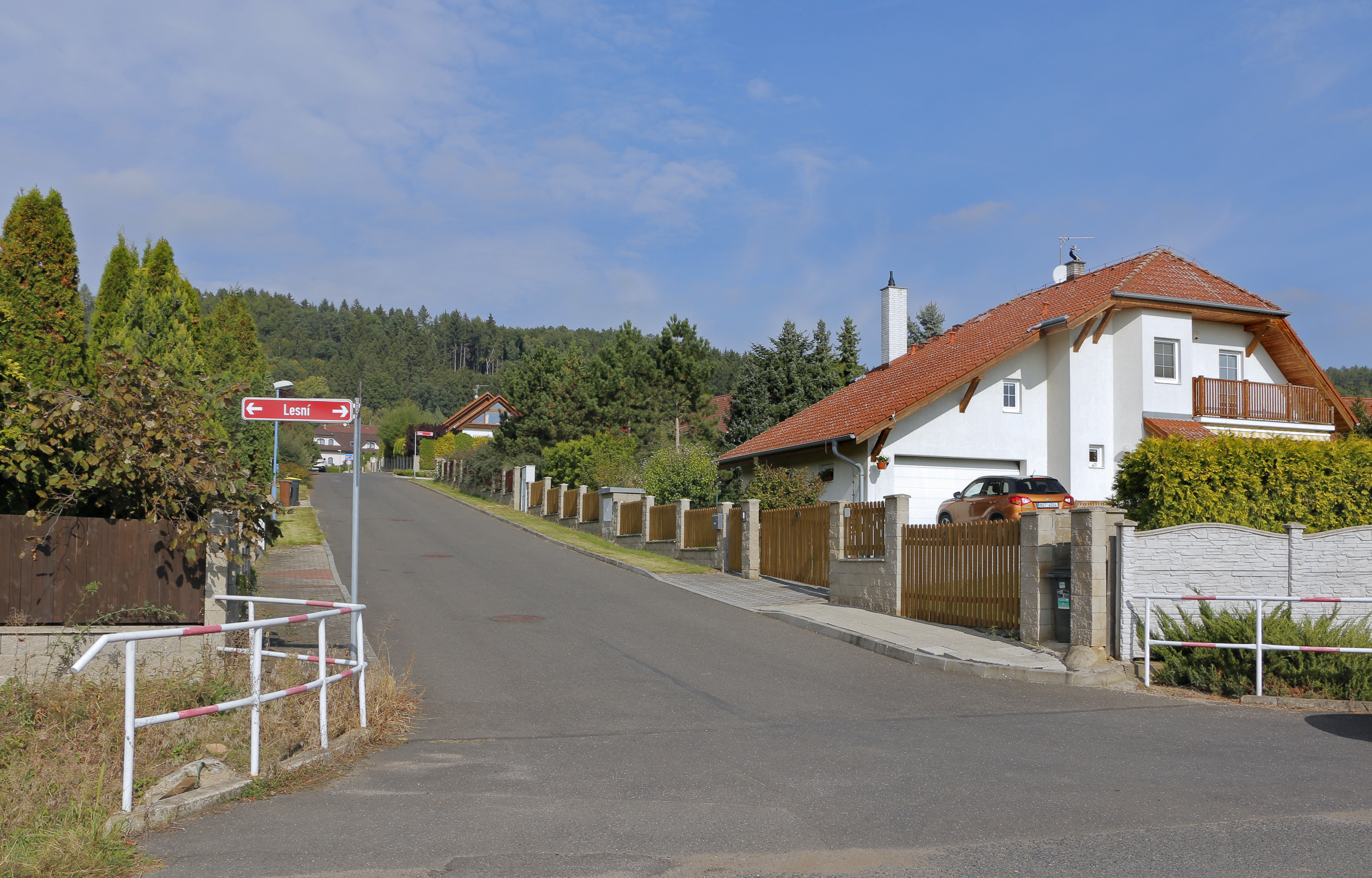
Nová výstavba v Horské ulici